# Palais Aspremont

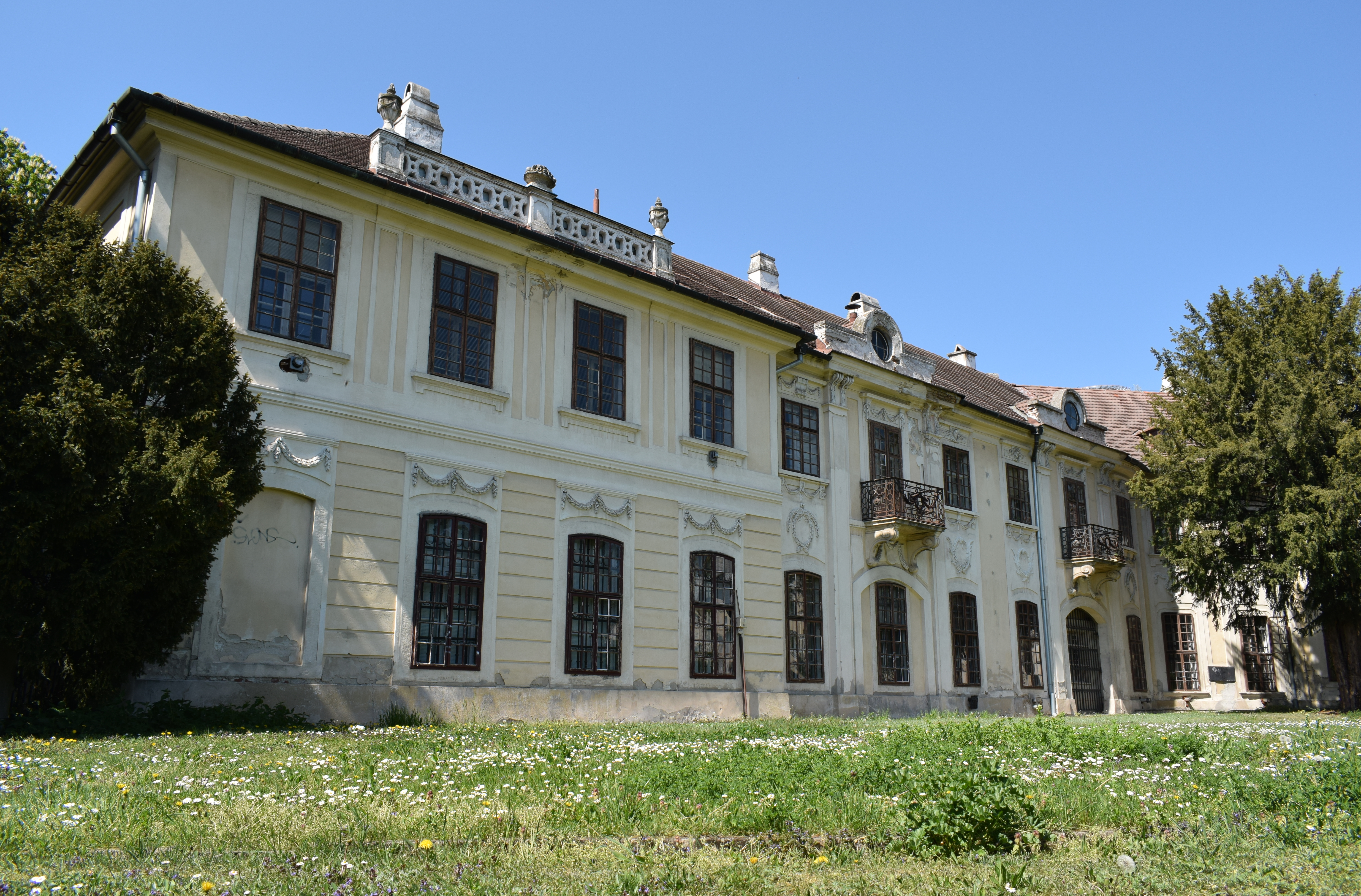
Hauptfassade des Palais

Das Palais Aspremont (slowakisch Aspremontov palác oder Aspremontov letný palác) ist ein Palais in Bratislava nordöstlich des historischen Stadtkerns im Stadtteil Staré Mesto (deutsch Altstadt). Es befindet sich am nördlichen Ende der Straße Špitálska (deutsch Spitalgasse) und am Americké námestie (deutsch Amerikaplatz). Die Anschrift des Palais ist Špitálska 24, heutiger Nutzer ist die Medizinische Fakultät der Comenius-Universität Bratislava.

## Geschichte
Das Palais entstand 1771 nach einem Entwurf des österreichisch-ungarischen Architekten Johann Joseph Thalherr für den französischen Grafen Johann Nepomuk Gobert aus dem belgischen Zweig des Adelsgeschlechts Aspremont-Lynden, der 1769 ein Gartengrundstück (damals der Kutschersfeltische Garten genannt) mit wirtschaftlichen Gebäuden in den damaligen Vorstädten von Pressburg gegen 44000 rheinische und 240 Kaisergulden erwarb. Zehn Jahre nach den Bau verkaufte der Graf aus unbekannten Gründen das Anwesen an die ungarische Magnatenfamilie Esterházy. In der Folgezeit geriet der Name Aspremont in Vergessenheit, zur Zeit Österreich-Ungarns war es als Esterházy-Palais oder Schiffbeck-Palais nach dem Pressburger Geschäftsmann Karl Schiffbeck, der das Palais im Jahr 1862 gegen 50000 Gulden erwarb, bekannt. Schiffbeck ließ im Inneren Wohnungen, unter Beibehaltung existierender Architektur soweit möglich, errichten und machte aus dem Anwesen eine profitable Immobilie. In den 1870er Jahren wollte Ágoston von Trefort, damaliger ungarischer Minister für Unterricht und Kultus, das Palais mit dem Park für eine medizinische Fakultät der noch zu gründenden Pressburger Universität erwerben und damit auch die unmittelbare Nähe des Landesspitals nutzen, wegen des hohen Kaufpreises von einer Million Gulden wurde aber nichts daraus. Für die 1912 gegründete Königlich-Ungarische Elisabeth-Universität sollten auf Schiffbecks Grundstücken Gebäude der juristischen und philosophischen Fakultäten gebaut werden, die medizinische Fakultät sollte an einem Standort bei der heutigen Donaubrücke Most Lanfranconi untergebracht werden, nach dem Ausbruch des Ersten Weltkriegs wurde schließlich das Palais Sitz dieser Fakultät.
Die Familie Schiffbeck schenkte 1920 das Gebäude mit dem Park der Medizinischen Fakultät der neu gegründeten Comenius-Universität, die das Anwesen bis heute nutzt. Die angeschlossene Parkanlage ist heute als Medická záhrada (wörtlich Medizinergarten) bekannt.

## Beschreibung
Die Hauptfassade des Palais öffnet sich zum Park hin und ist wie die innere Ausstattung im spätbarocken Stil gestaltet. Im Inneren befindet sich auch eine spätbarocke Kapelle. 
Im Palais ist heute das Dekanat der Medizinischen Fakultät untergebracht und ist als solches nicht für die Öffentlichkeit zugänglich. Der Park ist ganzjährig geöffnet.